# Rennwegkaserne

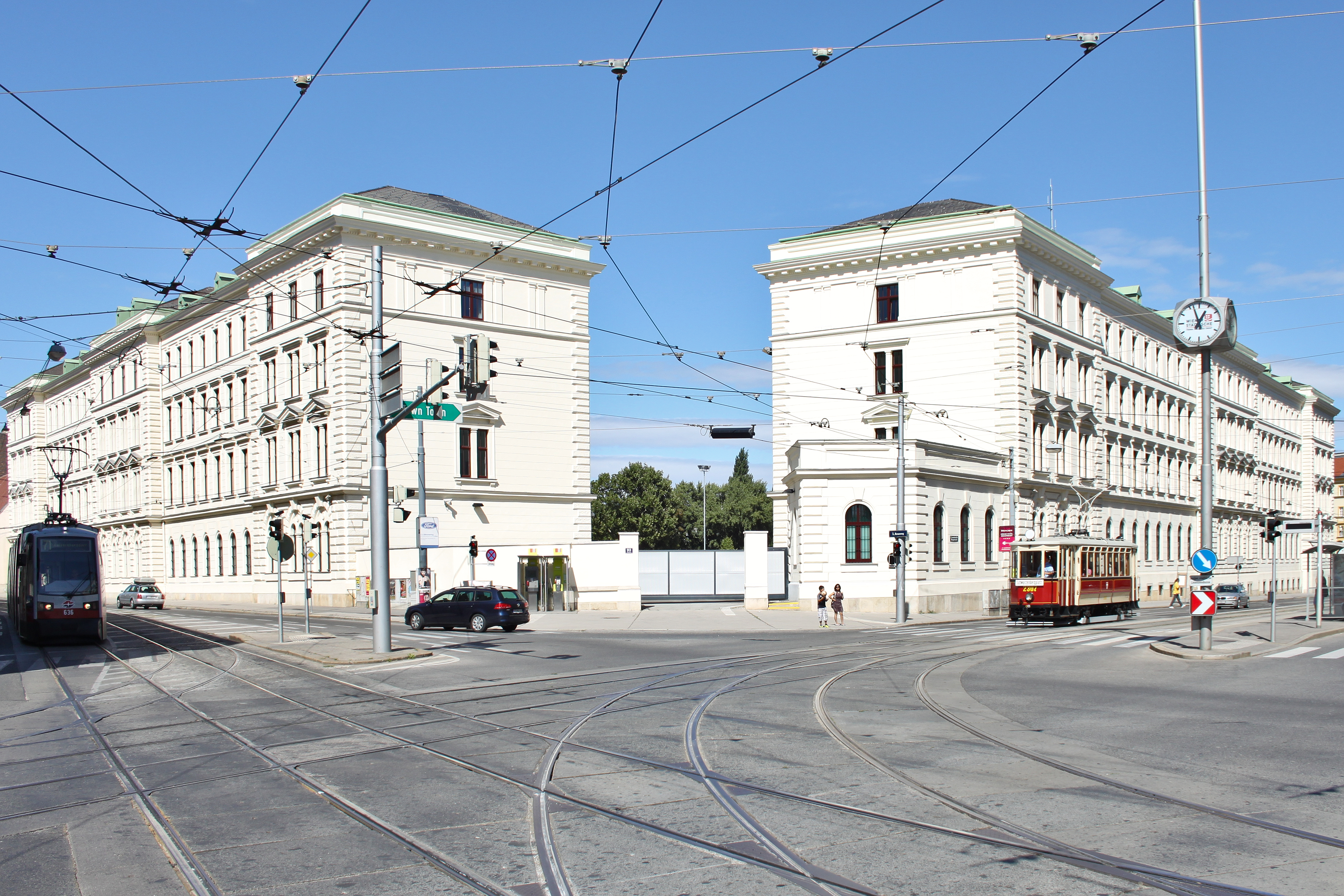
Die ehemalige Rennweg-Kaserne

Die Rennwegkaserne im 3. Wiener Gemeindebezirk Landstraße am Rennweg 89–93 wird oft auch als Rennweger Artilleriekaserne oder Waisenhauskaserne bezeichnet. Sie ist eine der beiden Namensgeberinnen des sieben Zählsprengel umfassenden Zählbezirks Rudolfspital-Rennwegkaserne. Das Areal ist auch von der Stadt Wien als bauliche Schutzzone definiert.

## Geschichte

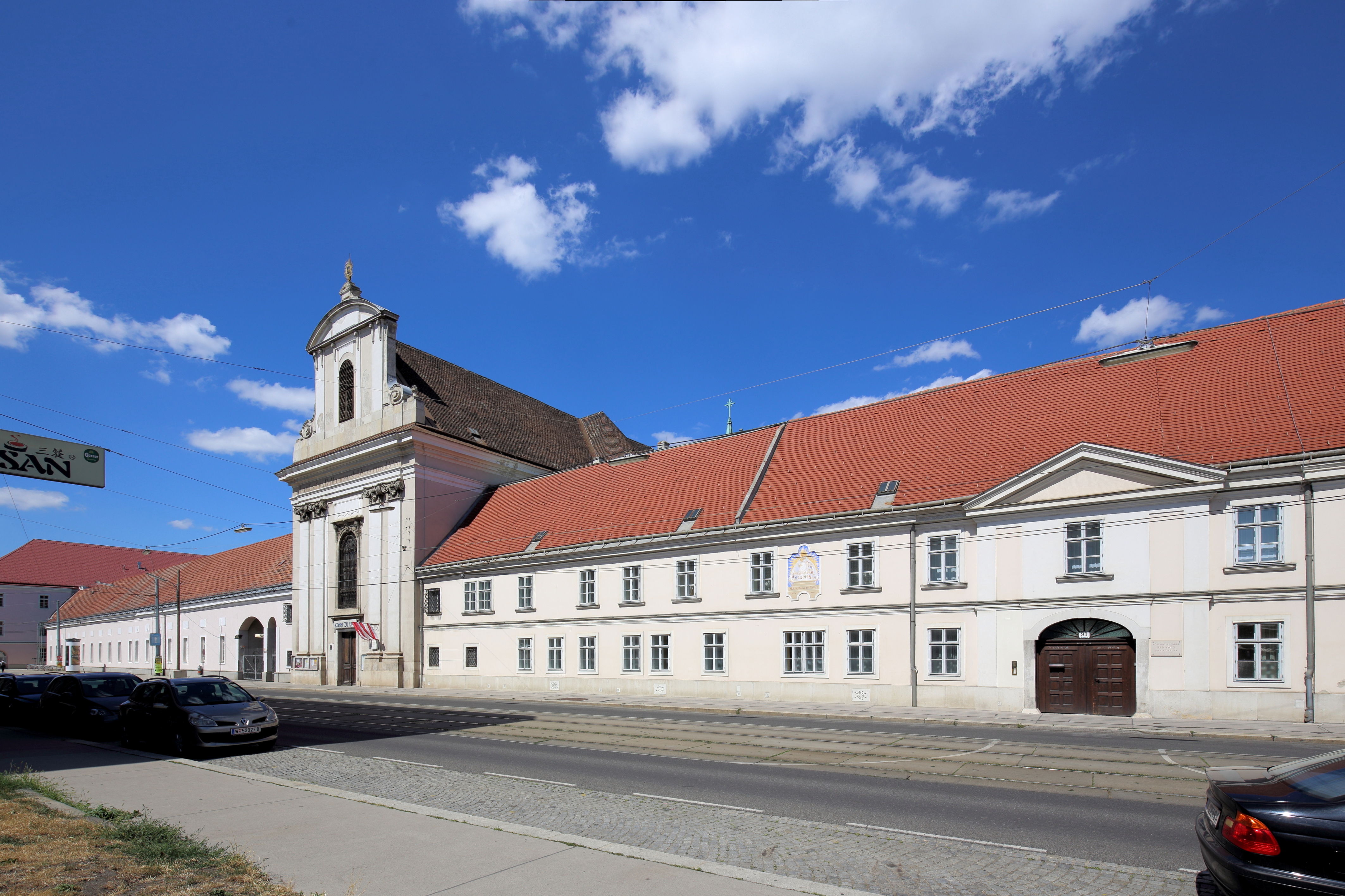
Ehemaliges Waisenhaus am Rennweg mit Kirche

1785 wurde das Waisenhaus am Rennweg in eine Artilleriekaserne umgebaut. Ab 1880 belegte das Infanterie-Regiment Hoch- und Deutschmeister Nr. 4, eines der beiden Wiener Hausregimenter, die Kaserne. In der Zwischenkriegszeit wurde die Kaserne vom Bundesheer genutzt, während des Zweiten Weltkrieges vom II. Bataillon des Schützen-Regiments 2 der Wehrmacht. Nach Kriegsende zogen hier britische Besatzungstruppen ein (Kitchener Barracks). Anschließend wurde die weitläufige Anlage als Finanzschule, Gendarmeriekaserne, als Sicherheitsdirektion für Niederösterreich und als Bauhof der Bundesgebäudeverwaltung II verwendet. Bekannt wurde die Kaserne auch, nachdem es dort bei Vernehmungen in jüngerer Zeit gleich zweimal Schwerverbrechern gelungen war, zu entkommen (1973: Ernst Dostal und 1988: Johann Kastenberger). Schon 1813 war der Räuberhauptmann Grasel in diesem Gebäude aus der Gefangenschaft entflohen.
Bis 2021 befand sich der Sitz des Bundesamtes für Verfassungsschutz und Terrorismusbekämpfung (BVT) und weitere Dienststellen des Innenministeriums im Gebäude. Entlang der Landstraßer Hauptstraße wurden die Kasernentrakte abgerissen und durch Wohnhäuser ersetzt. Von der Argentinierstraße übersiedelte die HTL Wien 3 Rennweg hierher. Bestandteil der ehemaligen Rennweger Kaserne ist die Waisenhauskirche.

## Ehemalige Reithalle
Zwischen den Wohnhaustrakten der Landstraßer Hauptstraße und der Schule am Rennweg befindet sich die ehemalige Reitschule der Kaserne. Sie wurde um 1854 von Sicardsburg und van der Nüll errichtet und ist ein basilikal aufgebauter Backsteinbau in romanisierendem Stil, der unter anderem Tondi mit Pferdedarstellungen aufweist. 
Die Umgestaltung zu einer Turnhalle erfolgte 1997 nach Plänen von Diether S. Hoppe, der dafür 2003 in Köln mit dem IOC/IAKS Award für Sport- und Freizeitbauten in Gold ausgezeichnet wurde.
Sie wird heute von der HTL Wien 3 Rennweg als Turnsaal benutzt.

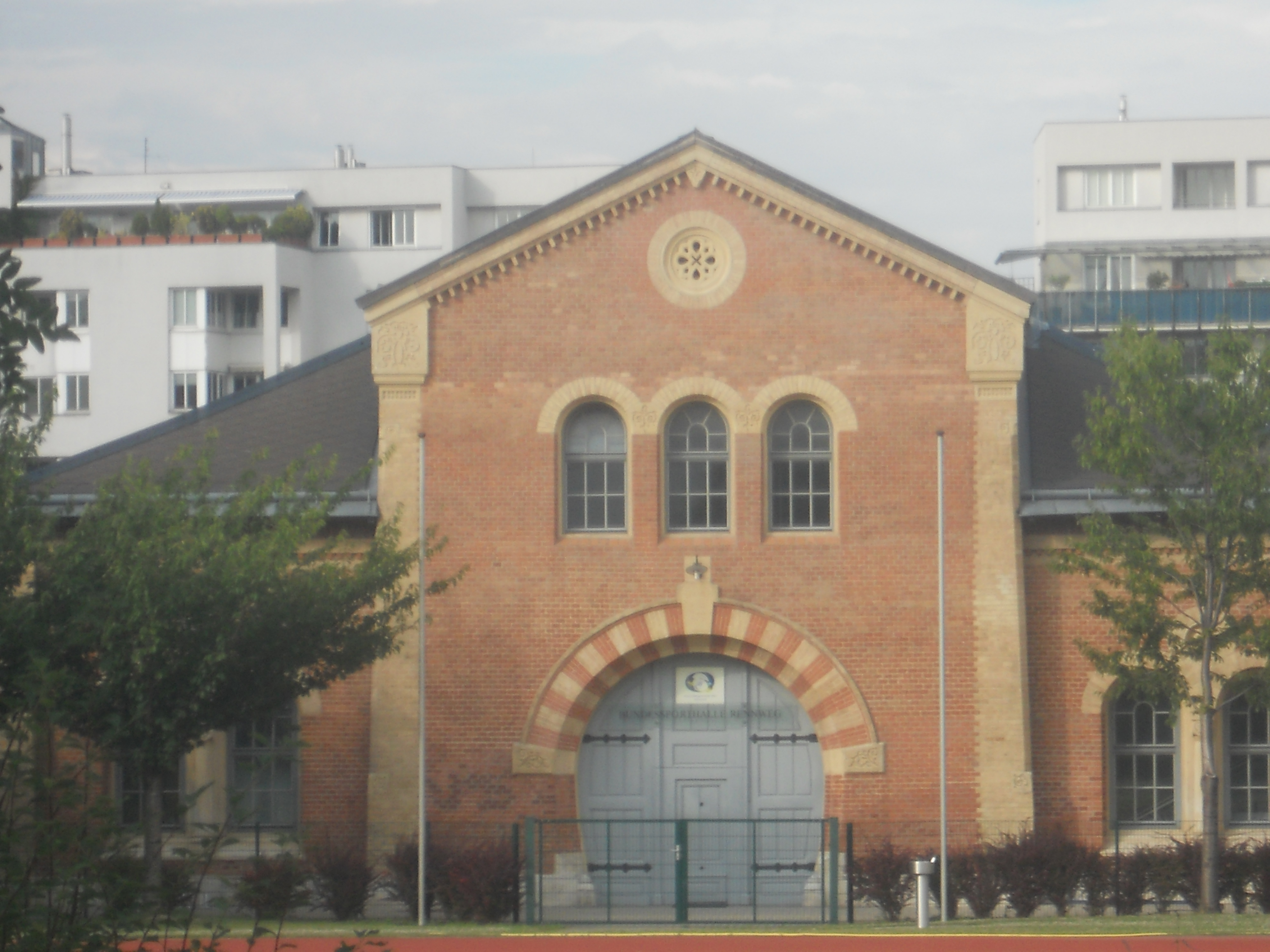
Gesamtansicht
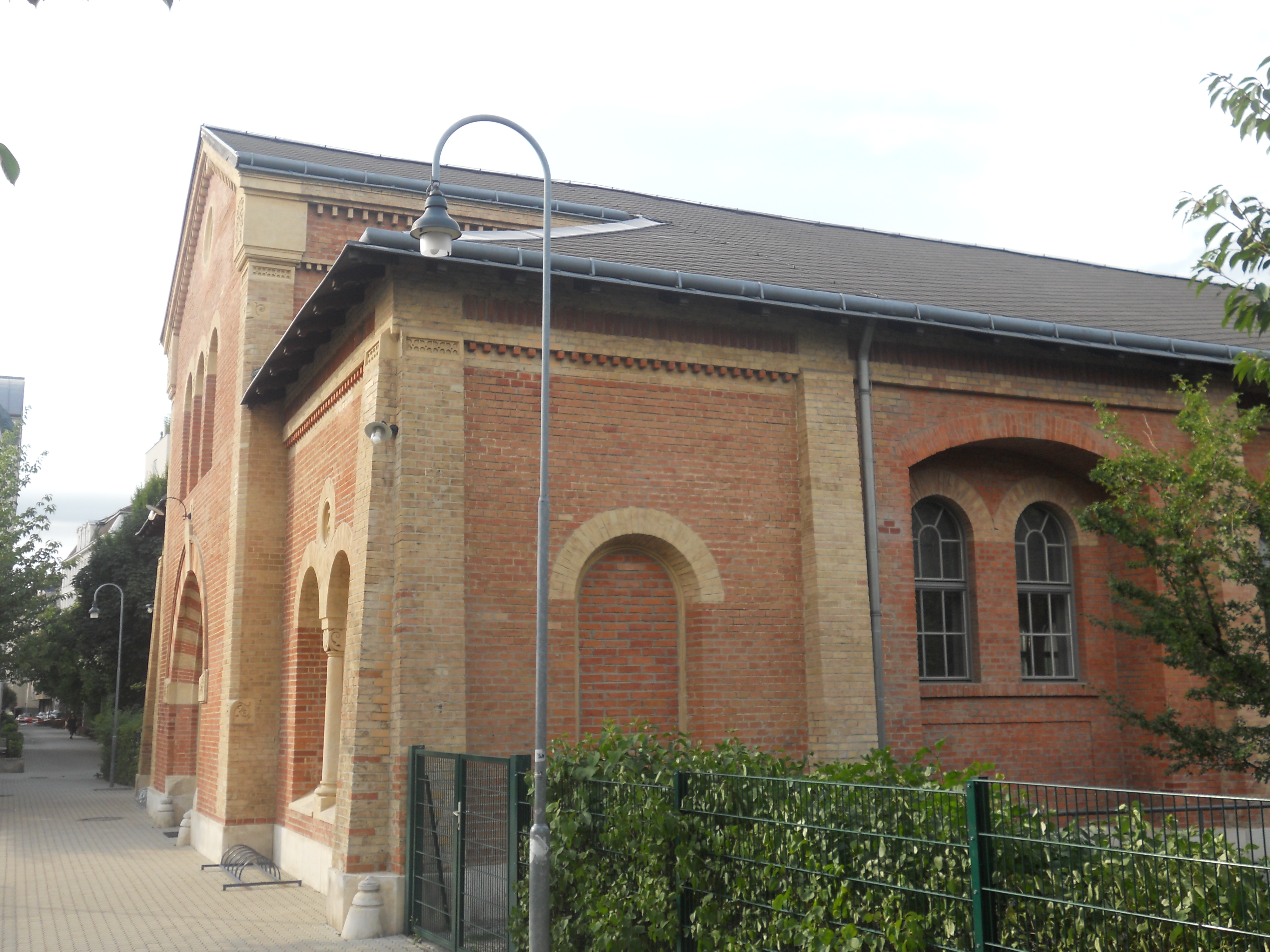
Ansicht von der Seite
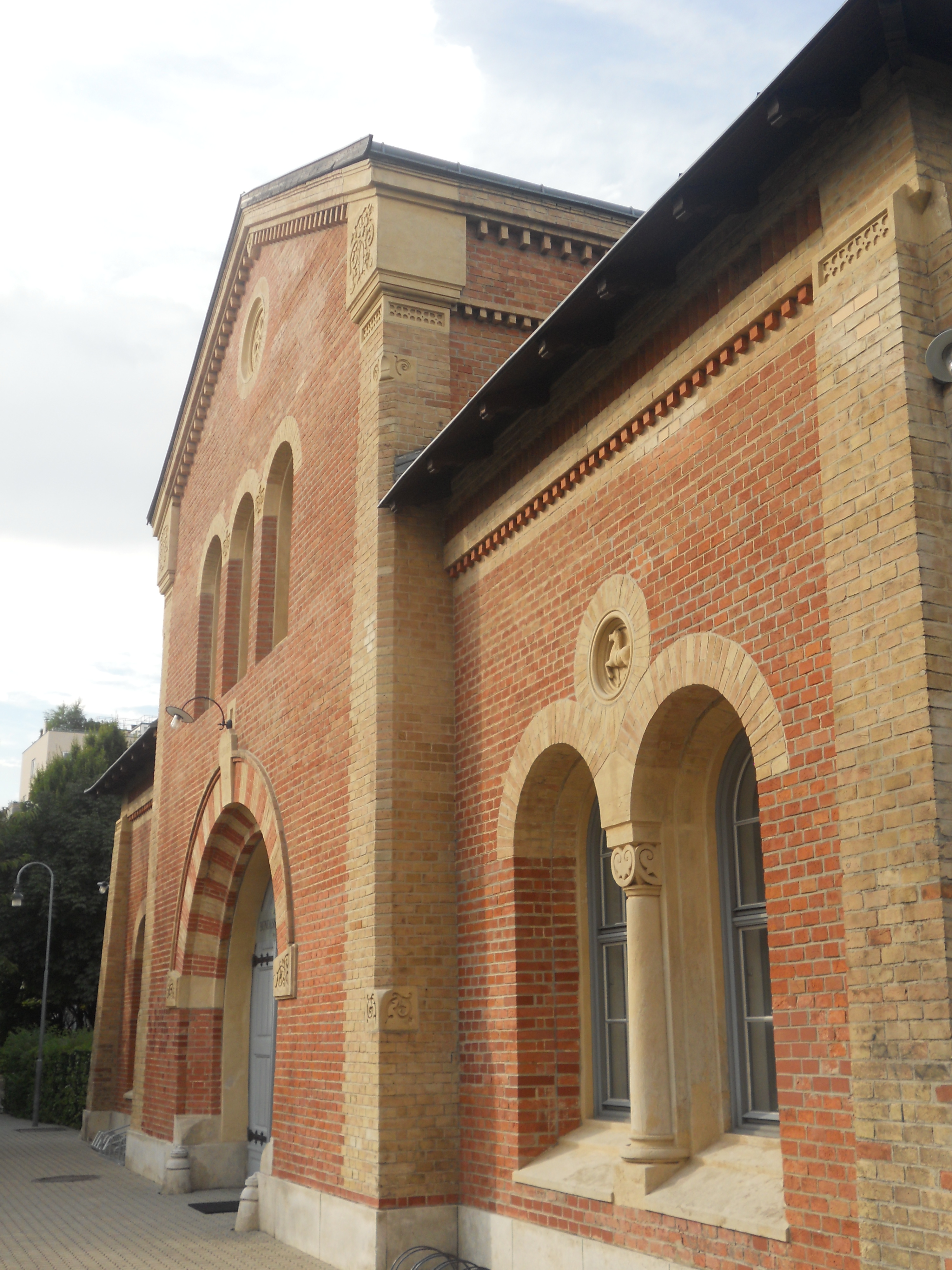
Ansicht von der Seite
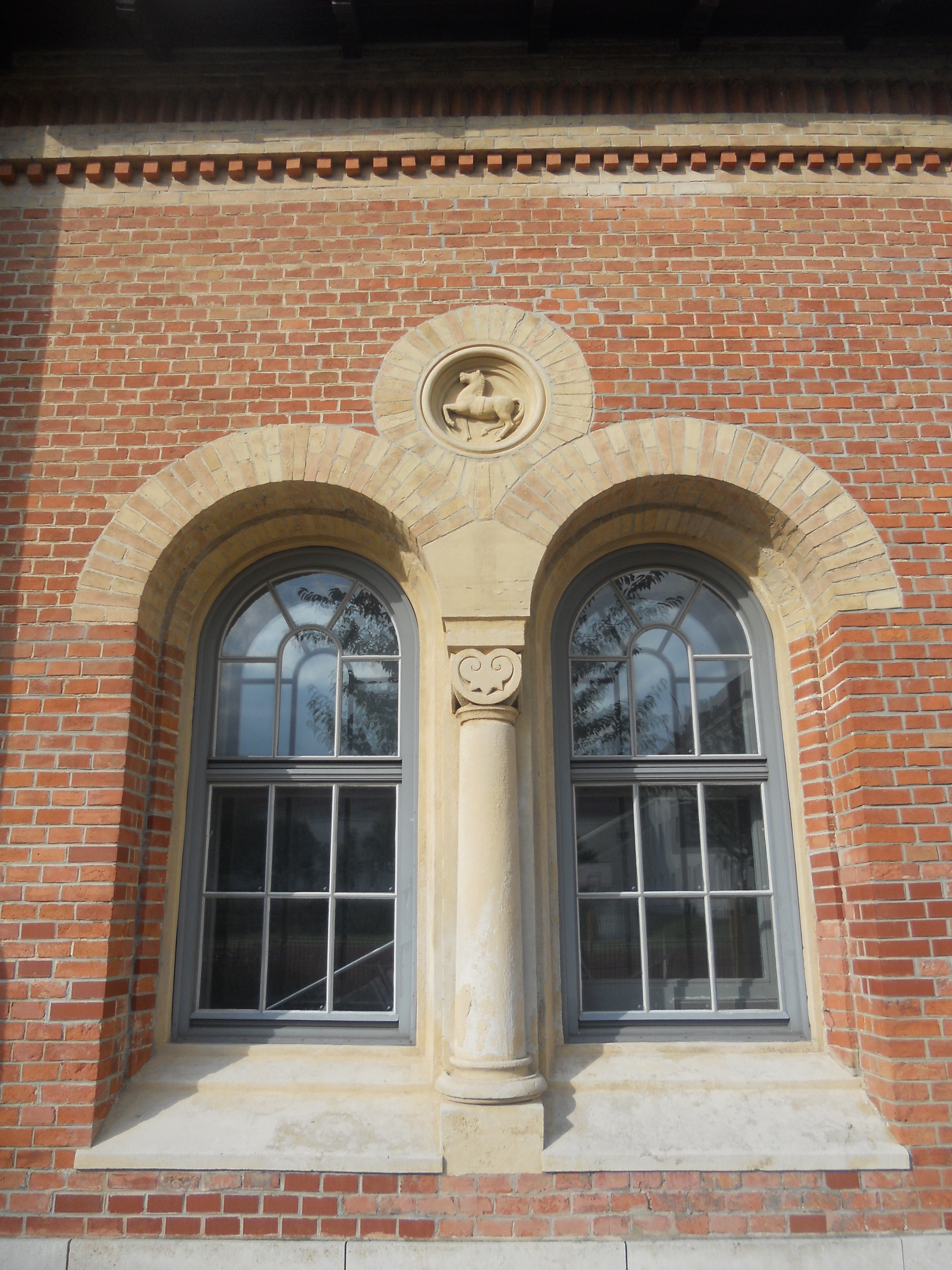
Fassadendetail